# Sergio Klainer
Sergio Klainer (Buenos Aires, 23 de marzo de 1936), también acreditado como Sergio Kleiner, es un actor argentino afincado en México.

## Biografía
Nacido en Buenos Aires (Argentina), incursionó desde niño en diversas plataformas, donde demostró sus cualidades artísticas e histriónicas.[cita requerida]
Inició su carrera profesional en teatro, con la compañía de la actriz mexicana María Tereza Montoya, con la que hizo una gira por Centroamérica, inicialmente programada para durar seis meses, tras la cual llegó a México, donde habría de instalarse en forma definitiva y desde donde ha desarrollado su carrera artística.[cita requerida]
Tiene en su haber participaciones en cine, teatro y televisión. También ha ejercido como escritor, director y maestro de actuación.[cita requerida]
En la pantalla grande, debutó en la película de Alejandro Jodorowsky Fando y Lis, que protagonizó en 1968 y que despertó una gran polémica en su época.[cita requerida]
En teatro, en casi un centenar de puestas en escena, dio vida a personajes diversos. En la década de los 90 tuvo la particularidad de ser galardonado simultáneamente por la Unión de Críticos y Cronistas de Teatro con el premio al mejor actor y a la mejor actriz por la interpretación de "Madame Hortensia", en la obra Orquesta de señoritas.[cita requerida]
En 2014, en la obra teatral La última sesión de Freud, interpretó a Sigmund Freud.[cita requerida]
Apareció en El último encuentro, de Christopher Hampton, basada en la novela de Sándor Márai, adaptada y dirigida por Raúl Quintanilla, en el Centro Cultural Universitario de la Universidad Nacional Autónoma de México.[cita requerida]
En 2017, se presentó en la obra Obituario, de Guillermo Schmidhuber, con Leonardo Mackey, bajo la dirección de Gonzalo Valdés Medellín, en Casa Actum.[cita requerida]
Como director teatral, en su debut con Si todos los hombres del mundo, fue galardonado con el premio a la revelación en dirección teatral. Escribió, dirigió y actuó en Viaje con un actor, obra con la que recorrió México durante 20 años. Destacan también Don Quijote murió del corazón, Frío almacenaje, El soñador navegante, La Malinche, El cascanueces, El pájaro azul, La jaula de las locas, Los chicos de la banda, El desperfecto, Dos vs. Una, Rainman: Cuando los hermanos se encuentran y La señorita de Tacna, entre otras.[cita requerida]
En televisión, cuenta con una larga trayectoria, sobre todo por su participación en varias telenovelas, inicialmente en Televisa, en particular en papeles de villanos, y posteriormente en TV Azteca. Además, participó para Univisión en Te amaré en silencio, filmada en Los Ángeles, California, y con Venevisión Internacional grabó Pecadora, en Miami, Florida. Asimismo, tiene intervenciones en programas unitarios, series y programas cómicos.[cita requerida]
Klainer compagina su ejercicio profesional con la enseñanza en su Taller de Actuación de Sergio Klainer (T.A.S.K.) y la redacción de guiones teatrales, que monta con sus alumnos.[cita requerida]

## Filmografía

### Televisión
- Me atrevo a amarte (2025) - Luis[1]
- Amor amargo (2024-2025) - Dr. Claudio Hernández[2]
- Cabo (2022) - Hugo Reyes[3]
- Un día para vivir (2021, 2024) - Anastacio / Rodrigo[4][5]
- Cita a ciegas (2019) - Clemente
- Silvia Pinal, frente a ti (2019) - Doctor
- Like (2018-2019) - Íñigo[6]
- Papá a toda madre (2017-2018) - Noel Carvajal
- El señor de los cielos 3 (2015-2016) - Silvestre
- Tanto amor (2015-2016) - Óscar Lombardo Jiménez
- Amor sin reserva (2014-2015) - Ignacio Padilla
- La otra cara del alma (2012-2013) - Padre Ernesto
- La mujer de Judas (2012)- Buenaventura Briseño
- Cielo rojo (2011) - Ángel Durán
- Entre el amor y el deseo (2010-2011) - Sergio Valdivieso
- Quiéreme tonto (2010) - Dimas Romeo
- Pecadora (2009-2010) - Gerardo Savater
- Eternamente tuya (2009) - Chon
- Noche eterna (2008) - Domingo
- Bellezas indomables (2007-2008) - Gianmarco
- Se busca un hombre (2007) - Pepe Alcántara
- Amor en custodia (2005-2006) - Santiago Achaval Uriel
- La hija del jardinero (2003-2004) - Lic. Ordóñez
- Te amaré en silencio (2002) - Arsenio
- El amor no es como lo pintan (2000-2001) - Manuel Segovia
- Golpe bajo (2000-2001) - Gonzalo Montaño
- Catalina y Sebastián (1999) - Gustavo Negrete
- La casa del naranjo (1998) - Ignacio
- Salud, dinero y amor (1997-1998) - Dr. Damián Zárete
- Canción de amor (1996) - Diego
- La antorcha encendida (1996) - Juan Ruiz de Apodaca
- Alondra (1995) - Gonzalo
- Más allá del puente (1993-1994) - Adrián Bermúdez
- De frente al sol (1992) - Adrián Bermúdez
- Muchachitas (1991-1992) - Alberto Barbosa
- Alcanzar una estrella (1990) - Fernando Mastreta
- Yo compro esa mujer (1990) - Demarín
- Dulce desafío (1988-1989) - Luis Mancera
- Seducción (1986) - Benjamín
- Eclipse (1984) -
- Elisa (1979) -
- Lucía Sombra (1971) - Aarón Siavinsky
- Mi amor por ti (1969-1970) -
- Los Caudillos (1968) -
- Juventud divino tesoro (1968) -
- Mujeres sin amor (1968) -
- Gutierritos (1966) -
- Corona de lágrimas (1965-1996) - Teniente

### Cine
- Morirse está en hebreo (2007) - Moishe
- Ni de aquí, ni de allá (1988)
- Ya nunca más (1984)
- Barrio de campeones (1982)
- Bloody Marlene (1979)
- Los doce malditos (1974)
- Apolinar (1972)
- Fin de fiesta (1972)
- The Incredible Invasion (1971)
- Siempre hay una primera vez (1971)
- La generala (1970)
- Las reglas del juego (1970)
- Mictlan o la casa de los que ya no son (1969)
- Fando y Lis (1968)

## Obras teatrales
- Obituario, obra de teatro de Guillermo Schmidhuber, con la dirección de Gonzalo Valdés Medellín (2017) y con su propia dirección (2020).
- El último encuentro (2015).
- La última sesión de Freud (2014)[7]
- Rainman (2010).